# NGC 360
NGC 360 ist eine Spiralgalaxie vom Hubble-Typ Scd im Sternbild Tukan am Südsternhimmel. Sie ist schätzungsweise 98 Millionen Lichtjahre von der Milchstraße entfernt und hat einen Durchmesser von etwa 110.000 Lichtjahren.
Das Objekt wurde am 2. November 1834 von dem britischen Astronomen John Frederick William Herschel entdeckt.